# Fechtweltmeisterschaften 1989
Die 38. Fechtweltmeisterschaft fand 1989 in Denver statt. Es wurden zehn Wettbewerbe ausgetragen, sechs für Herren und vier für Damen.

## Herren

### Florett, Einzel
| Platz | Land | Sportler       |
| ----- | ---- | -------------- |
| 1     | FRG  | Alexander Koch |
| 2     | FRA  | Philippe Omnès |
| 3     | ITA  | Mauro Numa     |

### Florett, Mannschaft
| Platz | Land           | Sportler                                                                                   |
| ----- | -------------- | ------------------------------------------------------------------------------------------ |
| 1     | Sowjetunion    | Alexander Romankow, Dmitri Schewtschenko, Serhij Holubyzkyj, Boris Korezki, İlqar Məmmədov |
| 2     | BR Deutschland | Thorsten Weidner, Mathias Gey, Thomas Endres, Alexander Koch, Roman Christen               |
| 3     | Frankreich     | Phillipe Conscience, Laurent Bel, Philippe Omnès, Patrice Lhôtellier, Youssef Hocine       |

### Degen, Einzel
| Platz | Land | Sportler       |
| ----- | ---- | -------------- |
| 1     | ESP  | Manuel Pereira |
| 2     | ITA  | Sandro Cuomo   |
| 3     | URS  | Pawel Kolobkow |

### Degen, Mannschaft
| Platz | Land           | Sportler                                                                      |
| ----- | -------------- | ----------------------------------------------------------------------------- |
| 1     | Italien        | Sandro Cuomo, Angelo Mazzoni, Stefano Pantano, Sandro Resegotti               |
| 2     | BR Deutschland | Elmar Borrmann, Robert Felisiak, Stefan Hörger, Thomas Gerull, Günter Jauch   |
| 3     | Kuba           | Wilfredo Loyola, Nelson Loyola, Pedro Merencio, Carlos Pedroso, Lázaro Castro |

### Säbel, Einzel
| Platz | Land | Sportler          |
| ----- | ---- | ----------------- |
| 1     | URS  | Grigori Kirijenko |
| 2     | POL  | Jarosław Koniusz  |
| 3     | FRG  | Felix Becker      |

### Säbel, Mannschaft
| Platz | Land           | Sportler                                                                                       |
| ----- | -------------- | ---------------------------------------------------------------------------------------------- |
| 1     | Sowjetunion    | Grigori Kirijenko, Andrei Alschan, Sergei Korjaschkin, Serhij Mindirhassow                     |
| 2     | BR Deutschland | Frank Bleckmann, Felix Becker, Jürgen Nolte, Ulrich Eifler, Jörg Kempenich                     |
| 3     | Frankreich     | Jean-François Lamour, Philippe Delrieu, Franck Ducheix, Pierre Guichot, Jean-Philippe Daurelle |

## Damen

### Florett, Einzel
| Platz | Land | Sportlerin        |
| ----- | ---- | ----------------- |
| 1     | URS  | Olga Welitschko   |
| 2     | FRG  | Anja Fichtel      |
| 3     | FRG  | Zita Funkenhauser |

### Florett, Mannschaft
| Platz | Land           | Sportlerinnen                                                                              |
| ----- | -------------- | ------------------------------------------------------------------------------------------ |
| 1     | BR Deutschland | Anja Fichtel, Sabine Bau, Susanne Lang, Zita Funkenhauser, Annette Dobmeier                |
| 2     | Sowjetunion    | Olga Welitschko, Tatjana Sadowskaja, Olga Woschtschakina, Jelena Grischina, Jelena Glikina |
| 3     | Italien        | Francesca Bortolozzi, Diana Bianchedi, Giovanna Trillini, Margherita Zalaffi               |

### Degen, Einzel
| Platz | Land | Sportlerin        |
| ----- | ---- | ----------------- |
| 1     | SUI  | Anja Straub       |
| 2     | FRG  | Ute Schaeper      |
| 3     | ITA  | Annalisa Coltorti |

### Degen, Mannschaft
| Platz | Land    | Sportlerinnen                                                                    |
| ----- | ------- | -------------------------------------------------------------------------------- |
| 1     | Ungarn  | Gyöngyi Szalay, Mariann Horváth, Marina Várkonyi, Diana Eöri, Zsuzsanna Szőcs    |
| 2     | Italien | Annalisa Coltorti, Laura Chiesa, Elisa Uga, Alessandra Anglesio, Saba Amendolara |
| 3     | Schweiz | Susanne Rompza, Isabelle Pentucci, Anja Straub, Gianna Bürki                     |